# Chiesa di San Giovanni Battista (Sansepolcro)
La chiesa di San Giovanni Battista è un edificio sacro che si trova in via Giovanni Buitoni 9 a Sansepolcro.

## Storia e Descrizione
La chiesa documentata fin dal 1126 come proprietà dell'abbazia benedettina di Marzano, situata nella diocesi di Città di Castello, presso il confine con quella di Arezzo. Nel medioevo era detta anche San Giovanni d'Afra, perché costruita nei pressi di una reglia alimentata dall'acqua del torrente Afra.
Nel 1496 papa Alessandro VI la conferisce a Andrea della Valle, scrittore dei brevi apostolici, che di lì a poco sarà eletto vescovo e in seguito, da papa Leone X, creato cardinale.
Della primitiva costruzione è il portale in pietra della facciata con iscrizione coeva che indica un rifacimento nel 1381, coperta dall'affresco sulla lunetta con la Predicazione di San Giovanni di Antonio Picconi (oggi non più visibile).
Attualmente è sede del Museo della vetrata.

## Opere già in loco
Per questa chiesa, oggi sconsacrata, fu eseguito da Piero della Francesca il Battesimo di Cristo, acquistato nel 1858 dalla National Gallery di Londra, che era inserito nel polittico di Matteo di Giovanni (oggi al Museo civico).